# Rettungskette Schweiz
Die Rettungskette Schweiz (Swiss Rescue) ist ein Instrument der schweizerischen Aussenpolitik (DEZA) zur unmittelbaren Hilfeleistung bei Naturkatastrophen im Ausland. Sie umfasst die Glieder Ortung, Rettung, Notmedizin und Logistik. Das Schweizerische Katastrophenhilfekorps (SKH) ist ein Glied der Rettungskette.

## Geschichte
Seit 1976 wurde die Schweizer Soforthilfe bei Erdbeben durch das Schweizerische Korps für humanitäre Hilfe (SKH) und den Schweizerischen Verein für Katastrophenhunde (SVKA, heute REDOG) wahrgenommen. Damit konnten Verschüttete zwar geortet, oft aber nicht rechtzeitig gerettet werden, da geeignete Retter mit schweren Rettungsgeräten nicht immer zur Verfügung standen.
Die Idee zur Rettungskette Schweiz kam Arthur Bill, dem Delegierten für Katastrophenhilfe im Ausland, während einer Soforthilfeaktion in Süditalien. Zusammen mit Peter Bieder, dem damaligen Direktor des Bundesamtes für Luftschutztruppen der Schweizer Armee, wurde ein Instrument entwickelt, das alle für eine erfolgreiche Rettungsaktion notwendigen Glieder vereinigt, nämlich Ortung, Rettung (Bergung), Notmedizin (Versorgung) und Logistik (Transport). Dazu kam ein Führungselement mit einem kleinen Stab und den erforderlichen Verbindungsmittel. Dieses sorgte für das koordinierte Funktionieren der Kette und den Verbindungen zu den Behörden des Katastrophenlandes und den benachbarten Rettungsorganisationen. Die Rettungskette Schweiz entstand 1981 unter der Leitung des SKH, mit den Partnern REGA, REDOG und Rettungstruppen. 
Die Rettungskette Schweiz gehört heute zu den weltweit führenden USAR-Teams. Von der UNO ist die Rettungskette nach den INSARAG-Richtlinien zertifiziert.

## Mitglieder und Aufgaben
- Schweizerisches Korps für humanitäre Hilfe SKH

Stellt die Finanzierung sicher und entscheidet über den Einsatz.
- Schweizerischer Erdbebendienst SED

Alarmiert den Pikettdienst der Humanitären Hilfe und SKH
- Schweizerische Rettungsflugwacht REGA

Unterstützt die Erstabklärung nach Alarm und stellt bei Bedarf ein Flugzeug für das Vorausdetachement (Rekognoszierung) zur Verfügung
- REDOG – Schweizerischer Verein Such- und Rettungshunde

Stellt Suchhundeteams zur Verfügung
- Schweizer Armee / Rettungstruppen

Stellen die Rettungsspezialisten sowie bei Bedarf militärische Lufttransportmittel
- Schweizerisches Rotes Kreuz

Liefert und verteilt Hilfsgüter
- Swiss International Air Lines

Stellt ein Grossraumflugzeug zur Verfügung
- Flughafen Zürich AG

Übernimmt logistische Dienste am Flughafen in Zürich

## Einsätze
Seit der Gründung setzte die Rettungskette bei verschiedenen Katastrophen ein.
- 2023: Türkei (Antakya)[1][2]
- 2019: Albanien[3][4]
- 2009: Indonesien (Padang)[5][6][7][8]
- 2003: Algerien, Iran
- 2001: Indien (Gujarat)[9][10]
- 1999: Türkei (Izmit),[11][12] Griechenland (Athen),[13][14] Taiwan
- 1997: Iran
- 1995: Japan,[15] Griechenland, Türkei
- 1992: Türkei (Erzincan)[16]
- 1991: Costa Rica
- 1990: Iran
- 1988: Armenien[17]
- 1986: El Salvador
- 1985: Mexiko,[18] Italien
- 1983: Türkei
- 1982: Jemen[19]